# 山田元気
山田 元気（やまだ げんき、1994年12月16日 - ）は、岐阜県中津川市出身のプロサッカー選手。Jリーグ・ブラウブリッツ秋田所属。ポジションはゴールキーパー。
空中戦の高さと安定感のあるシュートストップが持ち味。
一卵性双生児 兄の山田大地もサッカー選手（アルテリーヴォ和歌山所属。ポジションはディフェンダー）。

## 来歴
小学校2年生の時、中津川市のFC XEBECへ入団しサッカーを始めた。4年生からGKとなり、中学3年生までDFの双子の兄とともに兄弟でチームの守備の要として活躍した。中学校卒業後は地元を離れ、京都サンガF.C.U-18へ入団。しかし京都U-18では1年上に杉本大地がおり、出場機会に恵まれなかった。2012年6月からは2種登録選手としてトップチームに登録された。
2013年より、正式にトップチームへ昇格。2014年、J3リーグに参戦するJリーグ・アンダー22選抜に選手登録された。2015年は清水圭介の負傷離脱もあって前半戦は杉本大地を抑えてポジションを確保していたが、清水復帰後は控えに回った。2016年に菅野孝憲が加入すると3番手に降格した。
12月27日、契約更新の上で2017年シーズンはレノファ山口FCへ期限付き移籍により加入するとリリースされた。前半戦はレギュラーポジションを獲得したが、後半はサブに回ることが増え、21試合の出場となった。
翌シーズンは3月に左内側半月板断裂、7月に右膝靭帯損傷と、ともに全治8週間の大けがをした こともあって、出場機会はなかった。
2018年12月、レノファ山口FCへ完全移籍。2019シーズンは吉満大介とポジションを争いながら14試合に出場し、続く2020シーズンは吉満に加えてガンバ大阪から期限付きで加入した林瑞輝との3人でのポジション争いとなったが、18試合に出場した。
2020年シーズン終了後、チームは契約更新の発表を行ったが、合わせて山田の負傷（右脛骨骨幹部疲労骨折、左脛骨骨幹部疲労骨折、右膝内側側副靭帯損傷）も発表している。
2021シーズンからは、関憲太郎が加入し第3GKに降格したため、出場機会は無かった。
2021年12月30日、カターレ富山へ期限付き移籍することが発表された。自己最多26試合出場。
2023年より、ブラウブリッツ秋田へ完全移籍。チャントがヤマダ電機のCMを元としたものとなった。

## 所属クラブ
- FC XEBECジュニア
- FC XEBECジュニアユース (中津川市立落合中学校)[15]
- 京都サンガF.C.U-18（立命館宇治高等学校）
  - 2012年6月 - 同年12月 京都サンガF.C.（2種登録選手）
- 2013年 - 2018年 京都サンガF.C.
  - 2014年 - 2015年 Jリーグ・アンダー22選抜
  - 2017年 - 2018年 レノファ山口FC（期限付き移籍）
- 2019年 -  2022年 レノファ山口FC
  - 2022年  カターレ富山 (期限付き移籍)
- 2023年 -  ブラウブリッツ秋田

## 個人成績
| 国内大会個人成績 | 国内大会個人成績 | 国内大会個人成績 | 国内大会個人成績 | 国内大会個人成績 | 国内大会個人成績 | 国内大会個人成績 | 国内大会個人成績 | 国内大会個人成績 | 国内大会個人成績 | 国内大会個人成績 | 国内大会個人成績 |
| 年度             | クラブ           | 背番号           | リーグ           | リーグ戦         | リーグ戦         | リーグ杯         | リーグ杯         | オープン杯       | オープン杯       | 期間通算         | 期間通算         |
| 年度             | クラブ           | 背番号           | リーグ           | 出場             | 得点             | 出場             | 得点             | 出場             | 得点             | 出場             | 得点             |
| 日本             | 日本             | 日本             | 日本             | リーグ戦         | リーグ戦         | リーグ杯         | リーグ杯         | 天皇杯           | 天皇杯           | 期間通算         | 期間通算         |
| ---------------- | ---------------- | ---------------- | ---------------- | ---------------- | ---------------- | ---------------- | ---------------- | ---------------- | ---------------- | ---------------- | ---------------- |
| 2013             | 京都             | 33               | J2               | 0                | 0                | -                | -                | 0                | 0                | 0                | 0                |
| 2014             | 京都             | 33               | J2               | 0                | 0                | -                | -                | 0                | 0                | 0                | 0                |
| 2015             | 京都             | 33               | J2               | 15               | 0                | -                | -                | 0                | 0                | 15               | 0                |
| 2016             | 京都             | 33               | J2               | 0                | 0                | -                | -                | 0                | 0                | 0                | 0                |
| 2017             | 山口             | 33               | J2               | 21               | 0                | -                | -                | 0                | 0                | 21               | 0                |
| 2018             | 山口             | 33               | J2               | 0                | 0                | -                | -                | 0                | 0                | 0                | 0                |
| 2019             | 山口             | 33               | J2               | 14               | 0                | -                | -                | 1                | 0                | 15               | 0                |
| 2020             | 山口             | 33               | J2               | 18               | 0                | -                | -                | -                | -                | 18               | 0                |
| 2021             | 山口             | 33               | J2               | 0                | 0                | -                | -                | 0                | 0                | 0                | 0                |
| 2022             | 富山             | 1                | J3               | 26               | 0                | -                | -                | 2                | 0                | 28               | 0                |
| 2023             | 秋田             | 1                | J2               | 1                | 0                | -                | -                | 1                | 0                | 2                | 0                |
| 2024             | 秋田             | 1                | J2               | 14               | 0                | 3                | 0                | 1                | 0                | 18               | 0                |
| 2025             | 秋田             | 1                | J2               |                  |                  |                  |                  |                  |                  |                  |                  |
| 通算             | 日本             | 日本             | J2               | 83               | 0                | 3                | 0                | 3                | 0                | 89               | 0                |
| 通算             | 日本             | 日本             | J3               | 26               | 0                | -                | -                | 2                | 0                | 28               | 0                |
| 総通算           | 総通算           | 総通算           | 総通算           | 109              | 0                | 3                | 0                | 6                | 0                | 117              | 0                |

その他の公式戦
| 2014   | J-22   | -      | J3     | 4 | 0 | 4 | 0 |
| 2015   | J-22   | -      | J3     | 4 | 0 | 4 | 0 |
| 通算   | 日本   | 日本   | J3     | 8 | 0 | 8 | 0 |
| 総通算 | 総通算 | 総通算 | 総通算 | 8 | 0 | 8 | 0 |

- Jリーグ初出場 - 2014年3月9日 J3第1節 vsFC琉球（沖縄県総合運動公園陸上競技場）

## 代表歴
- U-15日本代表
  - AFC U-16選手権2010 (予選)
- U-16日本代表
  - AFC U-16選手権2010
- U-17日本代表
- U-18日本代表
- U-19日本代表
- U-22日本代表

## 人物・エピソード
- かつては、モヒカンの髪型をしていた[2]。